# Palais Calabresi

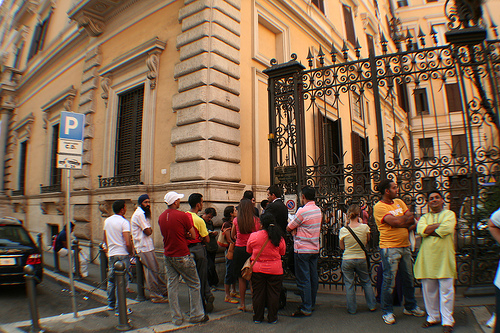
Entrée du bâtiment sur la Via XX Settembre.

Le Palazzo Calabresi est un palais néo-Renaissance situé au numéro 5 Via XX Settembre, dans le rione Castro Pretorio à Rome, face au palais Esercito, siège du ministère de la Défense d'Italie. Il a été construit par Gaetano Koch en 1882. 

## Histoire et description
Comme le Palazzo Caprara et le Palazzo Baracchini de Giulio Podesti, le Palazzo Calabresi et le Palazzo Bourbon Artom voisin ont été construits sur la partie la plus pittoresque de ce qui était jusque-là le jardin du Palais Barberini. Les quatre bâtiments ont déjà abrité des dépendances du ministère de la Défense, dont le siège se trouve dans l'immense Palais Esercito, à proximité. 
Le Palazzo Calabresi est le siège de l'ambassade d'Inde à Rome.